# 沙灘上的大溪地女人

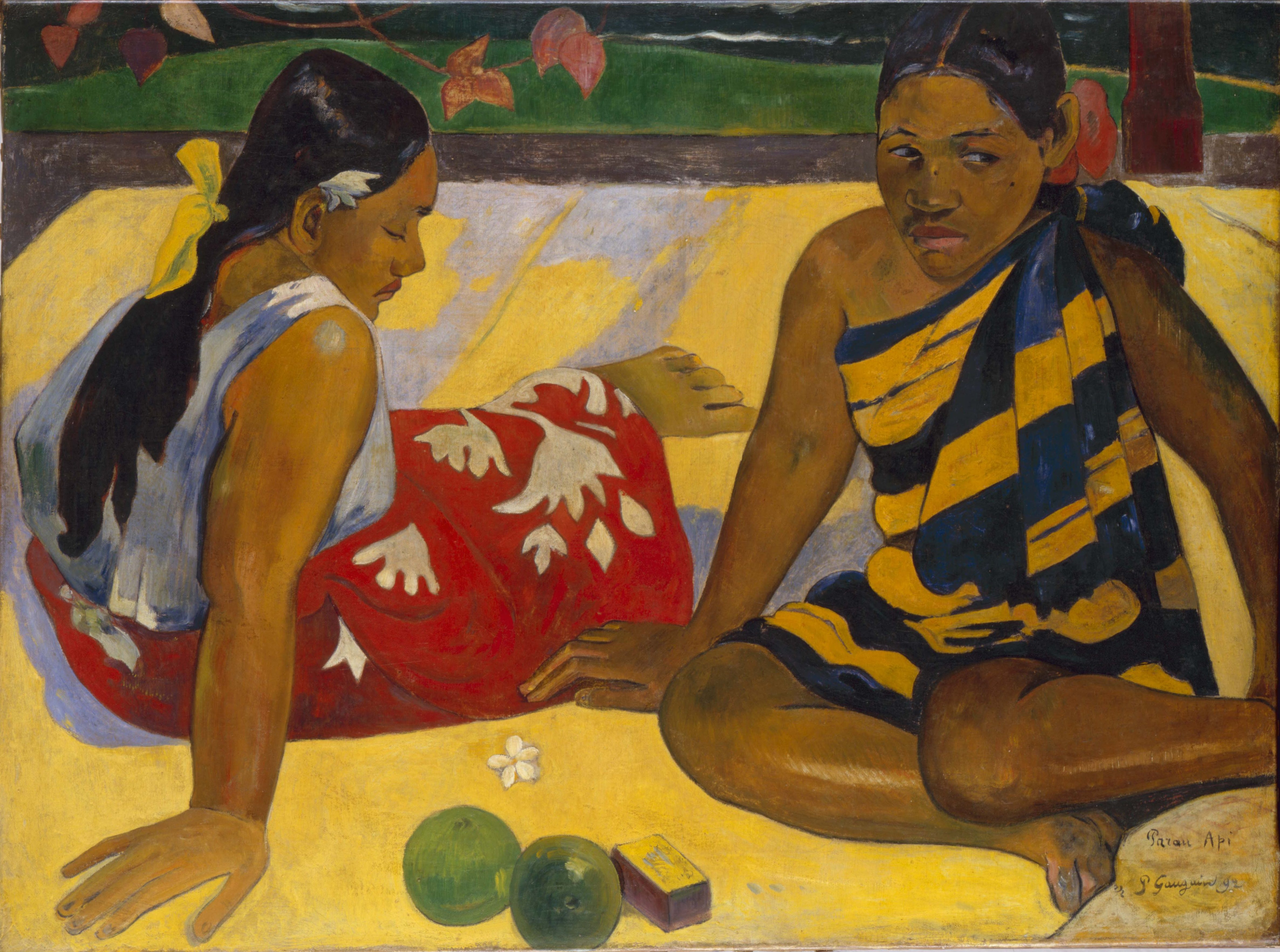
《Parau api》，1892年，布面油畫，67 x 91 cm，現代大師畫廊

《沙灘上的大溪地女人》（法語：Femmes de Tahiti）是1891年保羅·高更初到大溪地時繪製的一副布面油畫，描繪的是兩名躺在沙灘上的大溪地婦女。此畫先收藏與巴黎的奧塞美術館。1892年時高更又繪製了一副於此畫極為相似的作品，後者現藏於德累斯頓的現代大師畫廊。